# Qristina Ribohn
Theresa Qristina Ribohn Plückthun, i pressen kallad Farmen-Qristina, född 2 oktober 1955 i Skånela i nuvarande Sigtuna kommun, Stockholms län, död 7 februari 2024 i Karlshamn, Blekinge län, var en svensk dokusåpadeltagare, diplomerad drogrådgivare och sjöman. Hon var även verksam som drogrådgivare och fritidspolitiker i Karlshamn innan hon gick i pension.

## Biografi
Från 12 till 39 års ålder levde Ribohn ett självdestruktivt liv med narkotikamissbruk. Hon fick två söner, födda 1974 och 1981. Den yngre sonen omkom i en trafikolycka 2005. År 2007 startade hon ett eget behandlingshem. Ett så kallat motivationshem, för missbrukare. Hemmet hade tre platser. Under sex år var Ribohn även socialdemokratisk ledamot i barn- och ungdomsnämnden i Karlshamns kommun.
Qristina Ribohn blev känd genom sitt deltagande i dokusåpan Farmen 2001 och 2003 på TV4. Därefter var hon med i Fortet på TV4 tre gånger, Baren på TV3 2001 samt Fimpa Nu! som sändes 2004 i TV4 Plus. 2005 var Ribohn med i Club Goa på TV3. Ribohn var även en av deltagarna i andra säsongen av Realitystjärnorna på godset 2016.